# Hinojosa del Valle
Hinojosa del Valle là một đô thị trong tỉnh Badajoz, Extremadura, Tây Ban Nha. Dân số 557 người và diện tích 46 km².